# 纳粹党萨摩亚分支

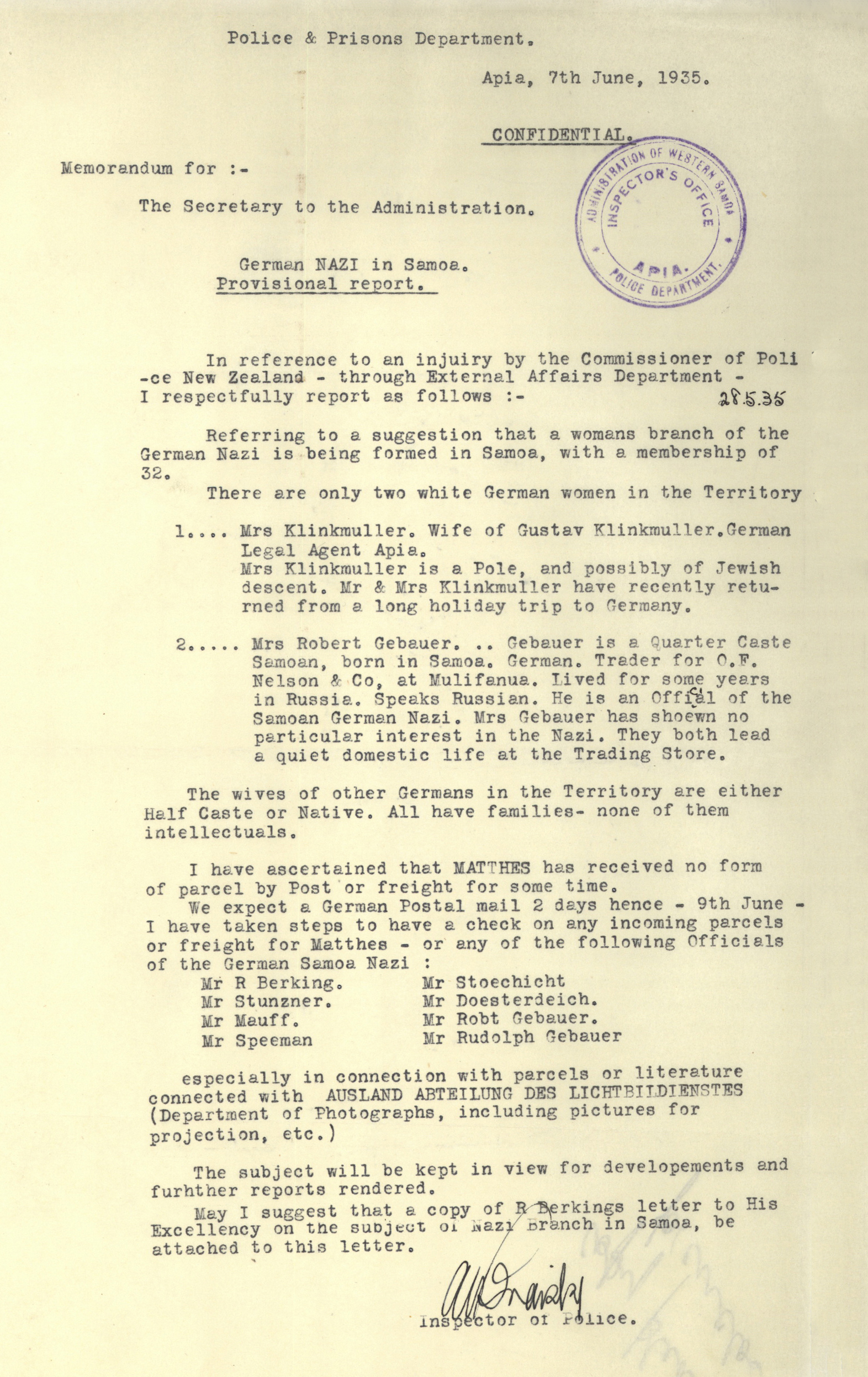
1935年西萨摩亚警方关于德国白人女性可能加入该党的报告。报告还列出了除马特斯之外的八名党内官员，他们的职务受到拦截和检查

纳粹党萨摩亚分支是1934年至1939年间在新西兰管辖的国际联盟托管地西萨摩亚领土活动的国家社会主义德国工人党海外分支机构。该分支由德裔定居者阿尔弗雷德·马特斯（Alfred Matthes）在德国巡洋舰卡尔斯鲁厄号访问群岛引发德裔居民民族主义情绪后创建。该组织在西萨摩亚德裔混血后裔定居者中支持度最高。它与白人定居者青睐的康考迪亚俱乐部（Concordia Club）形成冲突，后者主张与英国、瑞士及北欧国家建立更紧密的联系。
德国驻新西兰领事沃尔特·赫伦塔尔（Walter Hellenthal）批评了该分支，指责其组织混乱且成员族裔背景不佳。赫伦塔尔建议德国纳粹党采取措施整顿组织，并派遣代表前往该地区。面对冷落，马特斯通过加强政治活动应对：他在萨摩亚裔居民中组建了姊妹组织，并计划在战争爆发时夺取该领土控制权。新西兰警方一直监视马特斯，认为他是个无害的怪人。当马特斯关于德国吞并群岛的预言落空后，支持率逐渐下滑。1938年12月，新任领事欧内斯特·拉姆（Ernest Ramm）访问该地区时，马特斯的行为令其难堪，拉姆随后建议关闭该分支。该分支最终于1939年4月解散，正值第二次世界大战爆发前夕。

## 创建

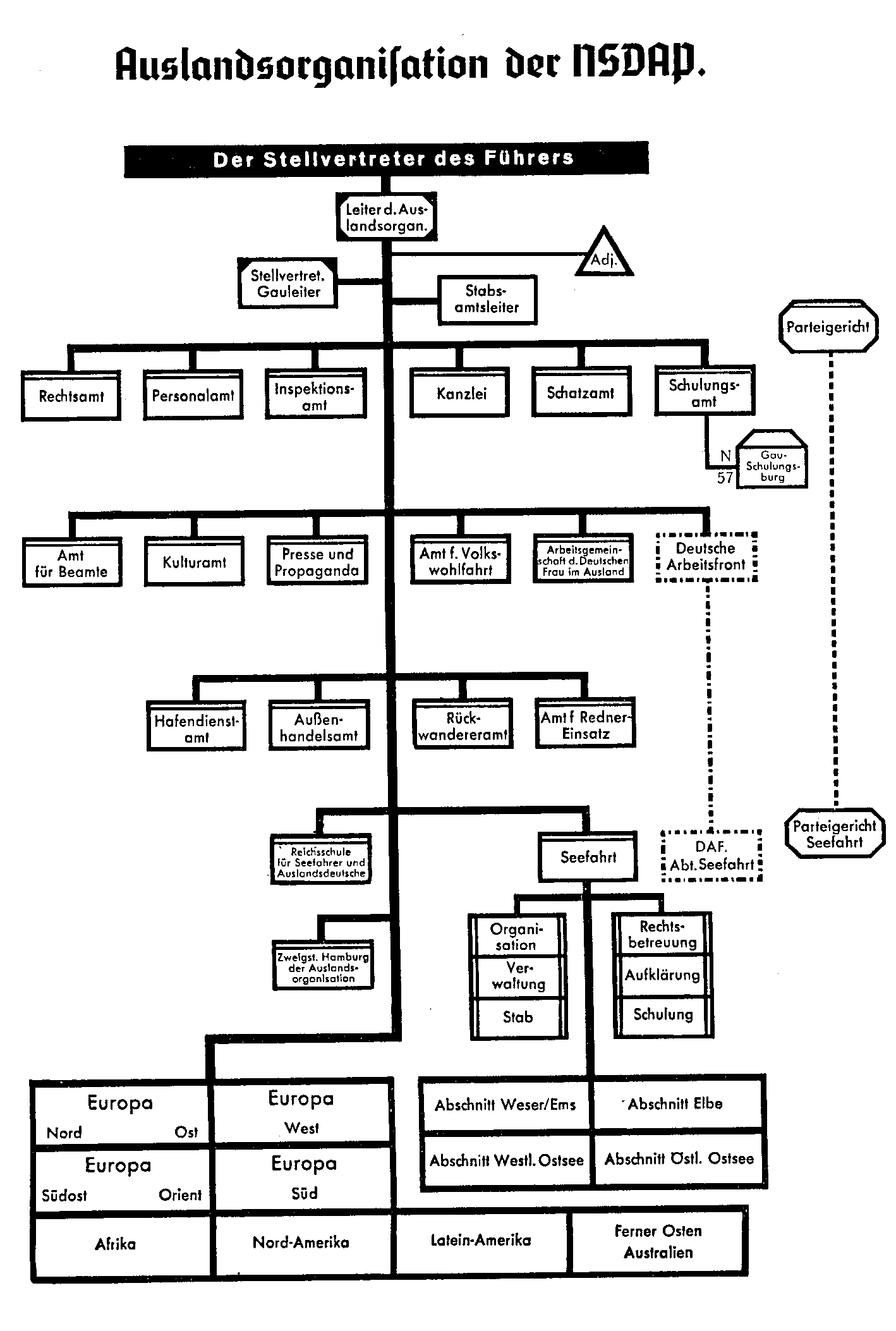
萨摩亚隶属于澳大利亚组织的“远东和澳大利亚”分支，如1937年组织结构图右下角所示

如今的萨摩亚在19世纪成为德国殖民地。第一次世界大战爆发后，新西兰于1914年8月29日起占领萨摩亚。战争结束后，萨摩亚成为国际联盟托管下的西萨摩亚领土，仍由新西兰管辖。
岛上仍居住着德国定居者，其中包括阿尔弗雷德·马特斯，他在一战前移民至此并与一名汤加女子结婚 。1933年，阿道夫·希特勒领导的德国国家社会主义工人党（即纳粹党）在德国掌权。马特斯寻求在萨摩亚建立该党分支，并于1934年1月15日获得授权。同年2月，德国巡洋舰卡尔斯鲁厄号访问该地区。此次访问为德裔居民提供了为子女施洗和登记公民身份的机会，进一步激发了萨摩亚德裔的民族主义情绪。
该分支总部设在首府阿皮亚。它得到了纳粹党汉堡分支机构澳大利亚组织（外国组织）发送的文献和宣传材料的支持。萨摩亚分支曾向纳粹党总部发送文件，主张将波利尼西亚人归类为雅利安人种——纳粹党利用这一概念为其种族主义政策辩护。作为德国定居者妻子的萨摩亚妇女，只要被认为拥有足够的雅利安血统，便被允许加入纳粹党；她们可能是唯一有记录的黑皮肤纳粹党员。

## 与康考迪亚俱乐部及德国领事的冲突
分支的成立导致萨摩亚德裔定居者群体分裂。他们分化为两派：一派支持原有的康考迪亚俱乐部（Concordia Club），另一派则支持马特斯的组织。康考迪亚俱乐部由种植园主弗里茨·扬克（Fritz Janke）领导，主张西萨摩亚领土应与英国、瑞士及北欧国家加强联系。该俱乐部拥有31名德裔成员，在白人定居者中根基深厚，另有27名其他族裔背景的准成员。纳粹党分支则在混血后裔定居者中更具影响力，而混血后裔占岛上德裔定居者的绝大多数（1937年数据：39名白人，497名混血）。1937年，该党分支共有12名党员，其中10人于1935年入党，2人为当年新加入。马特斯和扬克均娶波利尼西亚女子为妻并育有混血子女。
1936年，马特斯返回德国参加在汉堡举行的纳粹党世界代表大会；他于1937年1月20日返回萨摩亚。同年晚些时候，德国任命沃尔特·赫伦塔尔（Walter Hellenthal）为新任驻新西兰领事。赫伦塔尔访问萨摩亚后，发现该分支组织混乱；他对成员的族裔构成也提出质疑。成员们要求赫伦塔尔澄清纳粹党对混血党员的态度，以防未来实施种族主义的纽伦堡法案。赫伦塔尔回应称，对于德裔萨摩亚人并无统一立场，每个案例都将具体评估。赫伦塔尔私下致信德国总部，建议仅将波利尼西亚血统低于四分之一的个体视为雅利安人。
赫伦塔尔不喜马特斯，原因或许在于种族观念差异，亦或是因为马特斯出身社会底层。赫伦塔尔向康考迪亚俱乐部慷慨捐赠了来自德国的书籍，并致信澳大利亚组织，建议其采取措施改善萨摩亚分支的状况。作为回应，29岁的教师保罗·赫斯曼（Paul Hessmann）被派往萨摩亚，负责改革当地的德国学校并整顿该党分支。

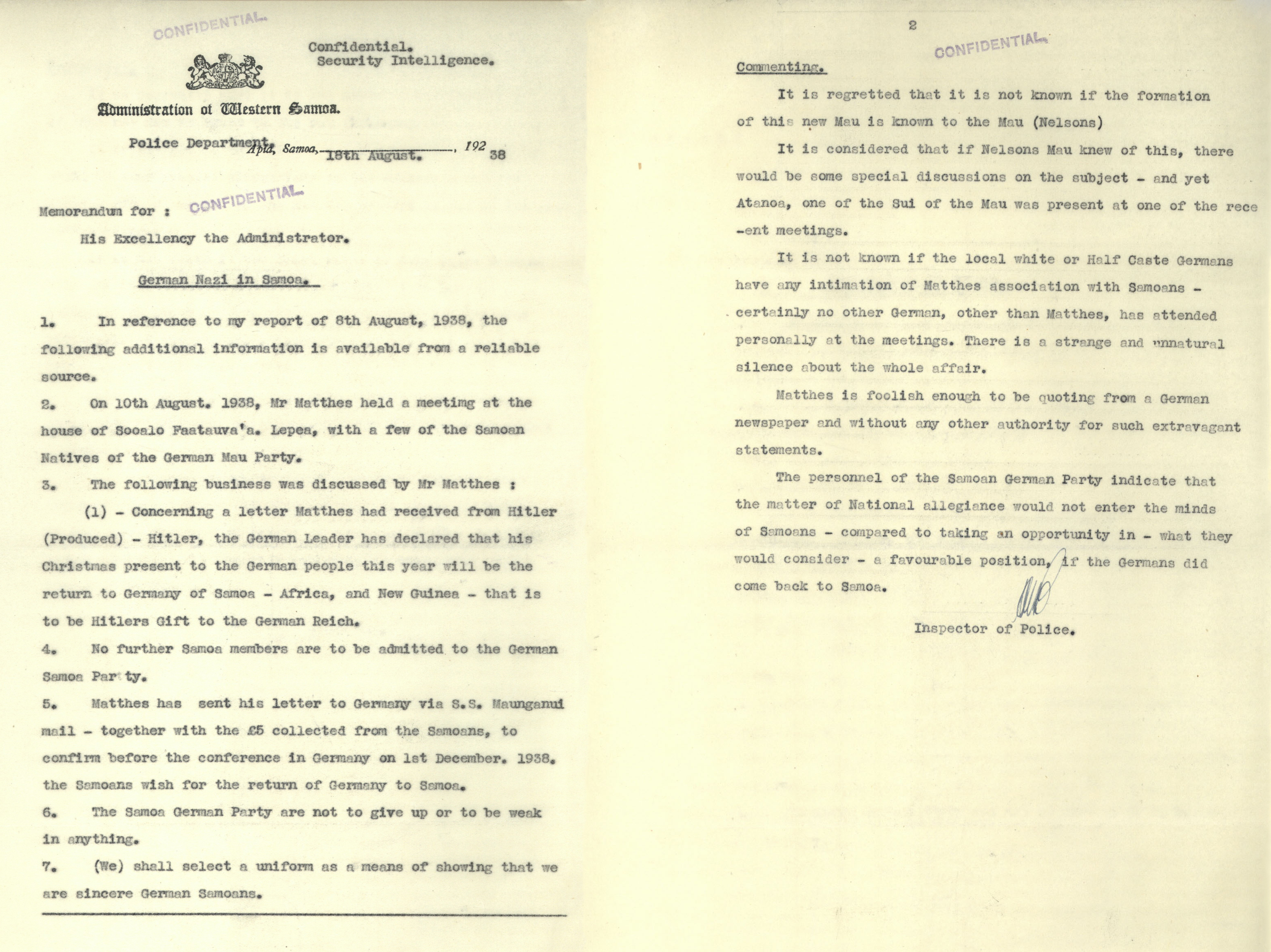
1938年西萨摩亚警方关于马特斯与波利尼西亚姊妹组织举行会议的报告

面对赫伦塔尔的冷落，马特斯以加强政治活动回应，试图将当地已有的反殖民情绪转化为亲德立场。他散发宣传品，成立面向波利尼西亚人的姊妹组织，并制定了推翻新西兰统治下萨摩亚政府的计划。1938年9月慕尼黑危机期间，德国吞并苏台德地区引发战争担忧，马特斯的组织随即准备在战争爆发时夺取萨摩亚控制权，旨在建立面向太平洋的广播宣传站。马特斯清楚他们无法长期固守该岛，但期望为德国赢得一场宣传胜利。此时，马特斯仅获得分支内五名成员的支持。
新西兰警方始终密切监视马特斯。新西兰政府外交事务部门曾考虑将其驱逐，但领地行政长官阿尔弗雷德·特恩布尔建议反对此做法，认为马特斯会乐于成为纳粹事业的殉道者。驻萨摩亚的新西兰警督则视马特斯为“患有希特勒情结的傻瓜”。

## 衰落与关闭
在1938年的宣传活动中，马特斯发表了一封信，声称希特勒许诺萨摩亚将在圣诞节前并入德国。马特斯表示，他已发出回函，确认成员们对德国政府的期待。然而德国军舰未能如期而至，导致该党的支持基础动摇。1938年底，欧内斯特·拉姆（Ernest Ramm）接替赫伦塔尔出任领事。拉姆于12月访问西萨摩亚时，马特斯及其支持者身着制服迎接并行纳粹礼，这令拉姆十分尴尬，因其事先曾向特恩布尔保证此行纯属文化交流。访问期间，康考迪亚俱乐部派系要求拉姆解散马特斯的组织，拉姆返回惠灵顿后便着手处理此事。
1939年4月，马特斯面临资金短缺，向拉姆求助安排其返回德国，该分支随之解散。1939年9月新西兰加入第二次世界大战后，该分支的前主席和秘书在新西兰被拘禁。